# La Tecnica della Scuola
La Tecnica della Scuola è stata una rivista quindicinale italiana dedicata al mondo della scuola, dell'istruzione e della didattica fondata a Catania nel 1949 e pubblicata fino al 2014. Rimane una omonima casa editrice e un sito web, dedicati agli stessi temi. 

## Storia editoriale
La rivista quindicinale esordisce il 10 maggio del 1949 e si occupa prevalentemente di normativa in ambito scolastico. Nel corso della sua storia ha assunto un ruolo di primo piano nel particolare settore dell'informativa scolastica, svolta in modo autonomo rispetto ai sindacati di settore, diventando un punto di riferimento per gli insegnanti e gli operatori scolastici delle scuole primarie e secondarie in Italia.
La rivista raccoglie e commenta la legislazione sulla scuola e sul mondo dell'istruzione obbligatoria in Italia. Ha cessato le sue pubblicazioni il 31 agosto 2014.

### Versione on line
Il ruolo acquisito dalla rivista sia nell'informativa giuridica che nella didattica è sfociato nel 1998 (1º settembre) nella creazione di un sito web www.tecnicadellascuola.it che ha contenuto la banca dati delle norme scolastiche italiane dall'inizio del Novecento. Direttore editoriale Daniela Girgenti; Direttore responsabile: Alessandro Giuliani;Vice Direttore Reginaldo Palermo.
Dal portale Scuola In Web si accede direttamente ai siti delle scuole italiane. Un apposito motore permette anche di raggiungere le pagine dove sono pubblicati i piani di offerta formativa delle scuole italiane di ogni ordine e grado. (ora non più presente sul web)

### La casa editrice
La Casa editrice, sulla base dell'esperienza accumulata negli anni con la rivista, ha sviluppato una attività editoriale di testi che riguardano in prevalenza il mondo della scuola, ma che spazia anche in opere culturali varie.
Ha pubblicato inoltre una serie di volumi incentrati soprattutto sulla didattica e su altri argomenti di interesse scolastico.
Nel 1994, la casa editrice ha creato anche la rivista ScuolaInsieme, un bimestrale di cultura, didattica e nuove tecnologie che tratta sempre di formazione e aggiornamento scolastico, con un taglio maggiormente orientato alla didattica. Ha cessato le sue pubblicazioni il 31 agosto 2014.